# Дільниця Житомир — Фастів I Південно-Західної залізниці
Дільниця Житомир — Фастів I — дільниця Південно-Західної залізниці. З'єднує Житомир з фастівським залізничним вузлом. Довжина дільниці — 101 км. На дільниці, окрім двох транзитних пунктів, розміщені 5 роздільних і 14 зупинних пунктів.
Дільниця збудована 1936 року (станція Житомир — 1896, а станція Фастів I — 1870). У 2010—2011 роках електрифікована. Дільниця одноколійна.

## Рух поїздів
До електрифікації дільниця була малодіяльною, але після введення в дію електрифікації рух пожвавився: призначено електропоїзд підвищеного комфорту Київ — Житомир (влітку 2012 р. скасовано) та приміський електропоїзд Фастів — Житомир, почалося вантажне сполучення.
Дільницею курсують електропоїзди ЭР9М, ЭР9Е, ЕПЛ9Т РПЧ-8 «Фастів-Моторвагонний», електровози ВЛ80К, ВЛ80Т ТЧ-3 «Козятин».

## Станції і зупинні пункти дільниці
| Назва                                        | Тип        | Фото | Відкритий   | Відстані до ТП | Відстані до ТП | Код Експрес | Код ЄМР |
| Назва                                        | Тип        | Фото | Відкритий   | Житомир        | Фастів I       | Код Експрес | Код ЄМР |
| -------------------------------------------- | ---------- | ---- | ----------- | -------------- | -------------- | ----------- | ------- |
| Коростенська дирекція залізничних перевезень |            |      |             |                |                |             |         |
| Житомир                                      | станція    |      | 1896        | 0              | 101            | 2200400     | 345606  |
| Нова Бистра                                  | зуп. пункт |      | кін. XX ст. | 6              | 95             | 2200710     | 345112  |
| Станишівка                                   | станція    |      | 1936        | 11             | 90             | 2200129     | 345108  |
| Ліщин                                        | зуп. пункт |      | кін. XX ст. | 15             | 86             | 2200446     | 345038  |
| 82 км                                        | зуп. пункт |      | …           | 19             | 82             | 2200347     | 345042  |
| Града                                        | зуп. пункт |      | 1937        | 23             | 78             | 2200704     | 345023  |
| Івниця                                       | зуп. пункт |      | 1980        | 30             | 71             | 2201193     | 345019  |
| Степок                                       | станція    |      | 1936        | 35             | 66             | 2200124     | 345004  |
| 62 км                                        | зуп. пункт |      | …           | 39             | 62             | 2200348     | 344938  |
| Яроповичі                                    | зуп. пункт |      | 1936        | 47             | 54             | 2200131     | 344923  |
| Лотос                                        | зуп. пункт |      | кін. XX ст. | 52             | 49             | 2200329     | 344919  |
| Скочище                                      | станція    |      | 1936        | 56             | 45             | 2200132     | 344904  |
| Липняк                                       | зуп. пункт |      | 1954        | 64             | 37             | 2200728     | 344815  |
| Корнин                                       | станція    |      | 1936        | 68             | 33             | 2200723     | 344800  |
| Ставище                                      | зуп. пункт |      | 1954        | 75             | 26             | 2200766     | 343564  |
| Волиця                                       | зуп. пункт |      | 1936        | 80             | 21             | 2200133     | 343556  |
| Скригалівка                                  | зуп. пункт |      | 1954        | 84             | 17             | 2200762     | 343545  |
| Нова Волиця                                  | зуп. пункт |      | 1965        | 87             | 14             | 2200744     | 343530  |
| Унава                                        | зуп. пункт |      | 1936        | 91             | 10             | 2200134     | 343526  |
| Козятинська дирекція залізничних перевезень  |            |      |             |                |                |             |         |
| Потіївка                                     | кол. пост  |      | 1954        | 96             | 5              | 2200756     | 343511  |
| Фастів I                                     | станція    |      | 1870        | 101            | 0              | 2200150     | 343507  |

Від колійного поста Потіївка відходить колія до поста ЕЦ-2, від станції Станишівка — до станції Пряжів дільниці Бердичів — Житомир.